# Marton-le-Moor
Marton-le-Moor est un village et une paroisse civile du Yorkshire du Nord, en Angleterre.